# Maurice Bambier
Maurice Bambier, né le 27 décembre 1925 à Montataire et mort le 2 mars 1994 à Senlis, est un homme politique français.

## Biographie
Issu d'une famille ouvrière de neuf enfants, Maurice Bambier travaille à quatorze ans à l'usine Brissonneau et Lotz de Creil puis à celle de Desnoyers à Laigneville où il reste vingt-deux ans. Entré dans la Résistance en 1943 il intègre les Jeunesses communistes.
Parmi ses faits de résistance, il va déposer, le 11 novembre 1943, en compagnie de ses collègues ouvriers des fleurs au monument aux morts de Laigneville et il organise un débrayage chez son employeur Desnoyers. Parmi ses camarades résistants : Maurice Mignon et Ernest Biette. À l'automne 1944, il part s'engager dans l'armée Britannique et participe aux combats autour de la poche de Dunkerque en 1944-1945. Il obtiendra pour cela la Croix de Guerre.
Après la Libération, il devient responsable CGT de Creil ; en 1951, il entre au secrétariat fédéral du Parti communiste français (PCF), dont il occupe le poste de premier secrétaire pour l'Oise de 1965 à 1983. Il représente le PCF à chaque élection législative dans la quatrième circonscription de l'Oise de 1956 jusqu’à sa mort.
Il est également le candidat PCF à la mairie de Creil à partir de 1953, mais est systématiquement battu par les candidats socialistes. En 1977, il devient adjoint sur une liste d'Union de la gauche. En 1983, il est élu maire de Montataire, après avoir quitté le secrétariat fédéral du PCF.
Marié, père de cinq enfants, il meurt à l'hôpital de Senlis le 2 mars 1994,,.